# The Drama
The Drama é um futuro filme americano de romance escrito e dirigido por Kristoffer Borgli e estrelado por Zendaya, Robert Pattinson, Mamoudou Athie e Alana Haim.

## Elenco
- Zendaya
- Robert Pattinson
- Mamoudou Athie
- Alana Haim

## Produção
O filme é escrito e dirigido por Kristoffer Borgli com Ari Aster, Lars Knudsen e Tyler Campellone como produtores via Square Peg, A24 também irá produzir o filme, Zendaya e Robert Pattinson foram escalados para papéis principais. Em outubro de 2024, Mamoudou Athie e Alana Haim se juntaram ao elenco.

### Filmagens
As gravações começaram em 21 de outubro de 2024, no Reino Unido. Os locais de filmagem também incluem Boston, Massachusetts. As filmagens foram concluídas em 12 de dezembro de 2024.